# Ponte del Mare
Le Ponte del Mare est un pont à haubans pour piétons et cyclistes situé dans la ville de Pescara qui, avec ses 466 mètres de longueur et 172 mètres de portée, est le plus grand pont cycliste piéton italien et l'un des plus grands d'Europe.
Ce pont relie les côtes sud et nord du fleuve Aterno-Pescara permettant de créer la continuité nécessaire au Corridoio Verde Adriatico, la piste cyclable qui longe toute la côte adriatique de Ravenne à Santa Maria di Leuca, en voie d'achèvement.
Le pont a été inauguré et ouvert au public le 8 décembre 2009.

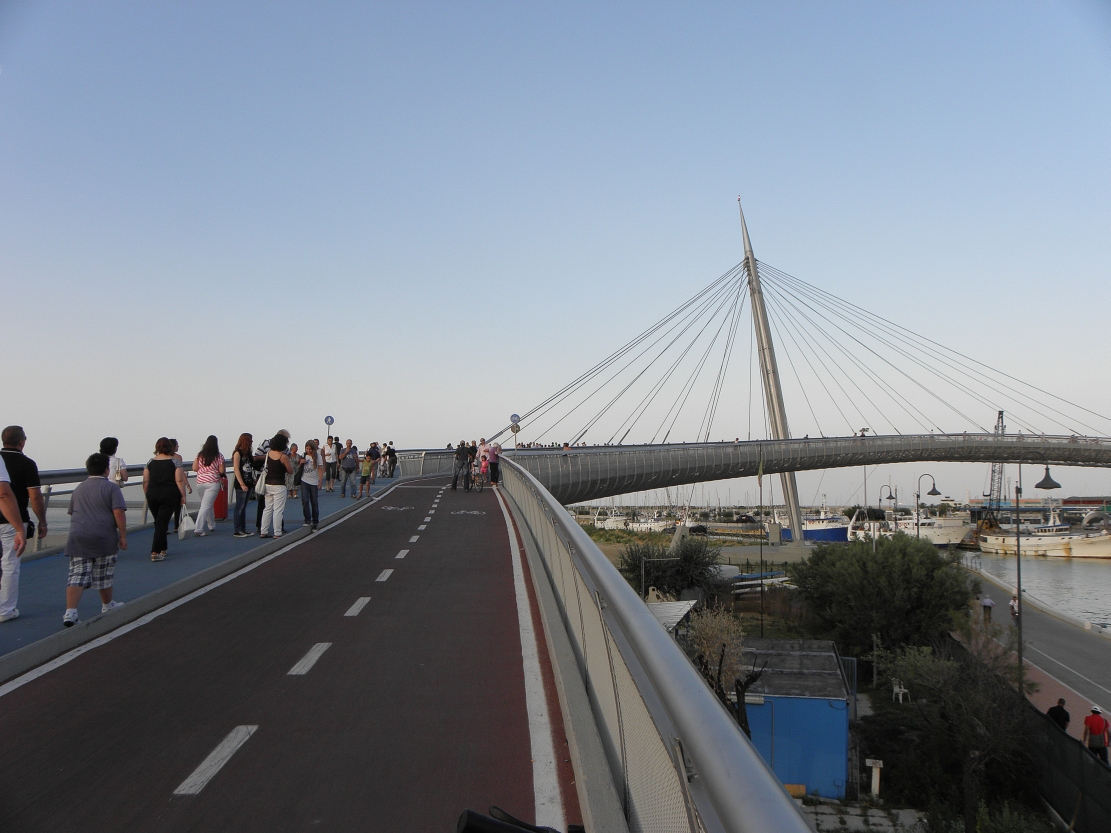
La rampe du pont depuis le côté nord.